# 沃尔德 (芬兰)

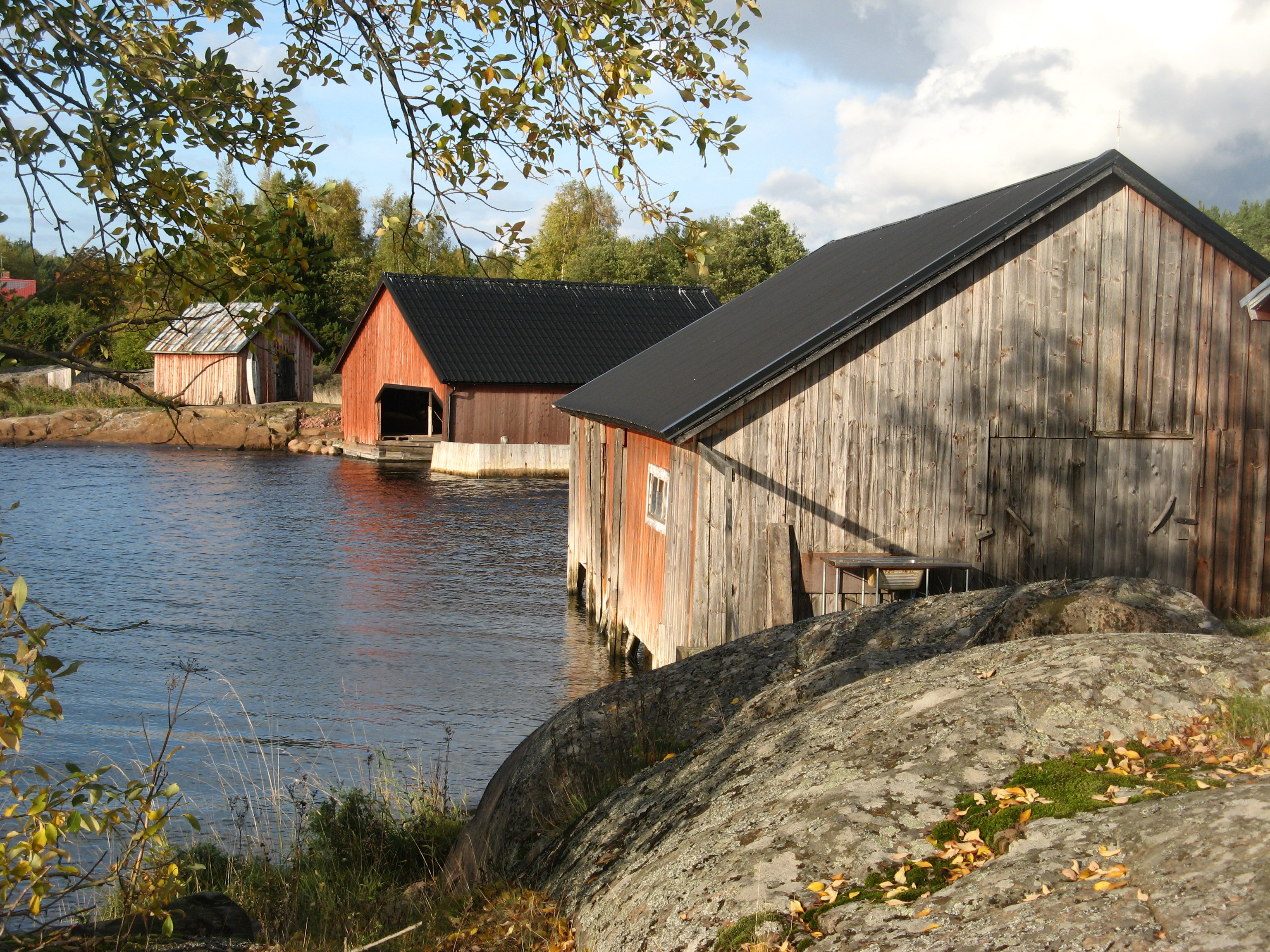

沃尔德（瑞典語：Vårdö）是芬蘭的市鎮，由奧蘭群島負責管轄，面積572.66平方公里，主要經濟活動有農業和服務業，2013年人口448，人口密度為每平方公里4.41人。

## 外部連結
- Municipality of Vårdö （页面存档备份，存于） – Official website